# ベッカー型筋ジストロフィー
ベッカー型筋ジストロフィー（ベッカーがたきんジストロフィー、英: Becker muscular dystrophy）は、筋力低下や筋萎縮が徐々に進行するという特徴の遺伝子疾患である。ほとんどの場合が脚や骨盤から始まり、歩行が困難になったり転んだりすることが増える。一般的に症状が顕著になるのは5歳から15歳である。合併症には、心筋症などがあげられ、最も一般的な死亡の因由である。
ベッカー型筋ジストロフィーの原因は、タンパク質であるジストロフィンをコードする遺伝子の突然変異による。X連鎖劣性の遺伝による。ジストロノパチー（ジストロフィン異常症）の一種である。診断は、基本的に症状と検体検査か筋生検検査か遺伝子検査によって確定される。ジストロフィン遺伝子の突然変異により起こるデュシェンヌ型筋ジストロフィーより症状は軽い。
完治する治療法はないが、理学療法により症状を軽減することができる場合がある。場合によっては、副腎皮質ホルモンが使用される。ベッカー型筋ジストロフィーは米国の男性10万人あたり約3人に影響している。その他の国々では、男性10万人あたり0.1人から7人の率で影響している。罹患者の最長寿命は40代である。